# Incheba
Incheba (Expo) (antes estilizada como Incheba €XPO) (abreviada de (I)nternational (CHE)mical (B)ratislav(A)) es un centro de congresos y exposiciones ubicado en el distrito de Petržalka de la ciudad de Bratislava, en las proximidades del Most SNP. Incluye salas de exposiciones de usos múltiples, un aparcamiento con 4500 plazas, el Hotel Icheba y una torre de oficinas de 19 plantas y 85,6 metros de altura, que fue desde 1967 hasta 1974 el edificio más alto de Eslovaquia.
El programa ferial del recinto recoge eventos relacionados con la construcción, el turismo, la gastronomía, la industria química, la automoción, la cosmética, la moda, la medicina y el arte. Las ferias Coneco, Incheba, Slovmedica y Slovfarma han sido incluidas en el calendario de la Union des foires internationales. El complejo también ha sido utilizado para eventos como conciertos, conferencias y torneos. En 2006, más de un millón de personas visitaron Incheba, de las cuales 700 000 acudieron a un total de 49 exposiciones, muestras y ferias y 338 000 a otros eventos.

## Galería

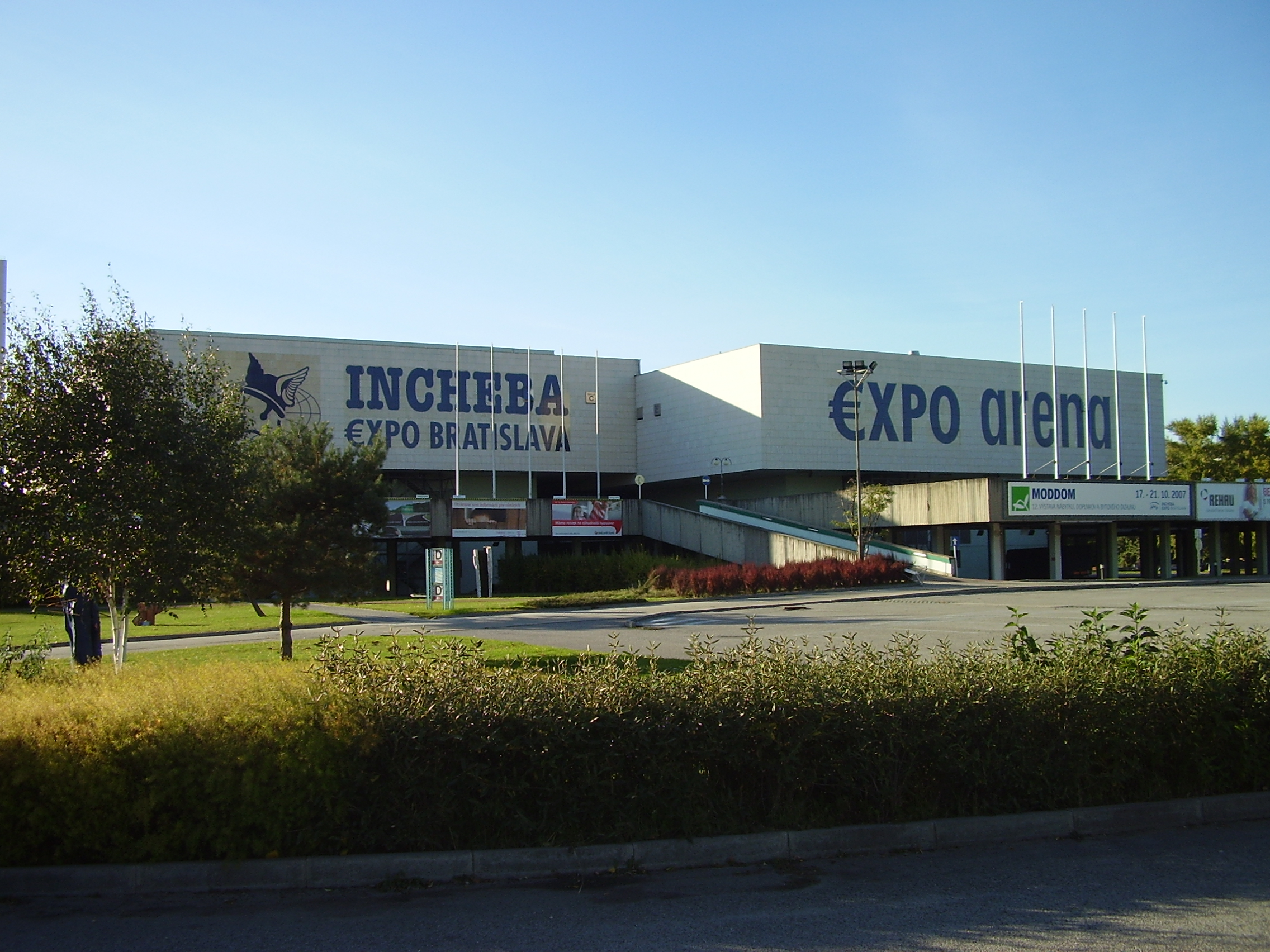
€XPO Arena
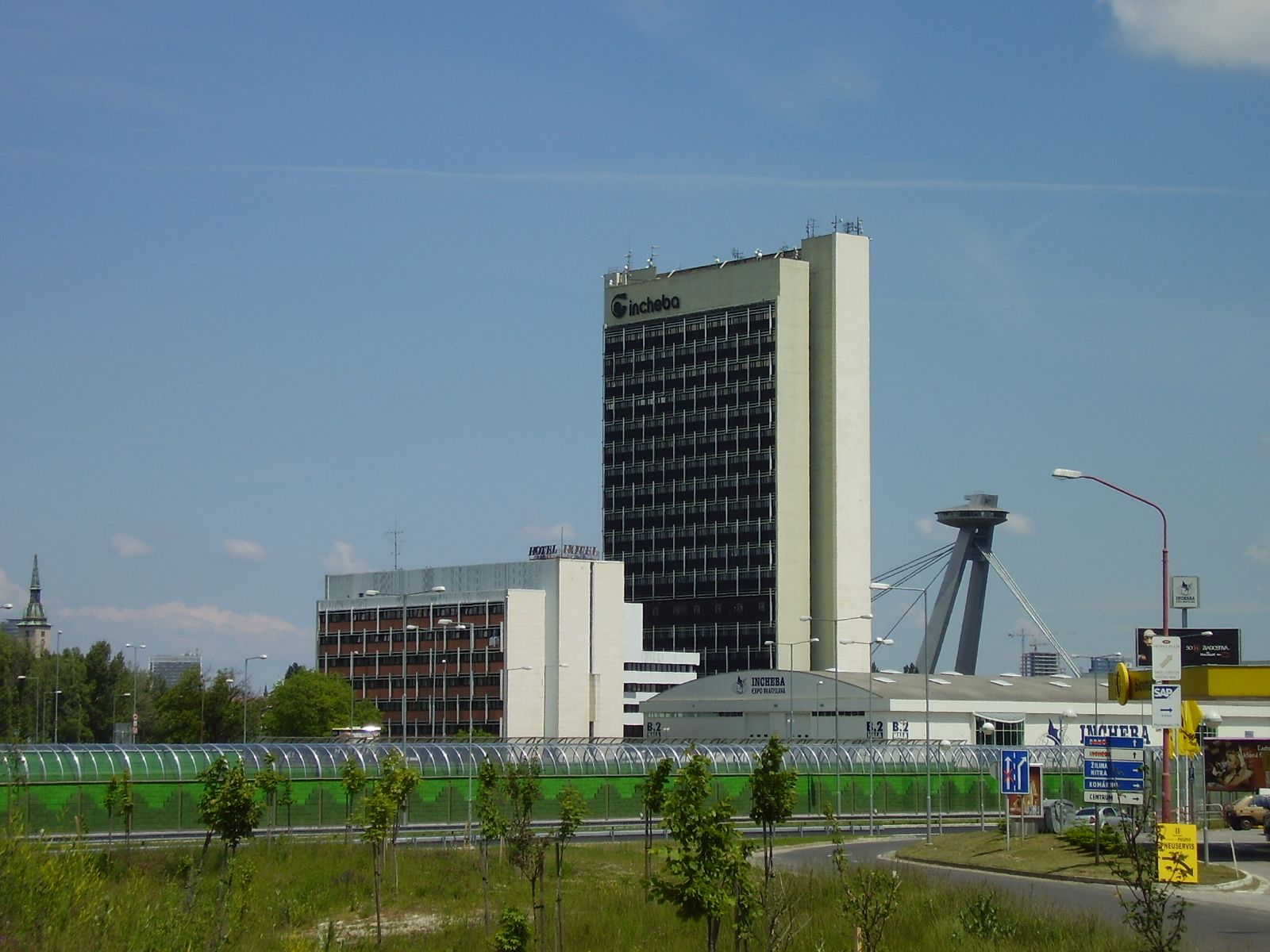
Incheba Expo